# Lukáš Slavický
Lukáš Slavický (Praga, 17 settembre 1980) è un ex ballerino ceco.

## Biografia
Ha studiato danza classica al Conservatorio di Praga, dove il padre Jaroslav Slavický era direttore del dipartimento di danza. Nel 1998 è stato tra i finalisti del Prix de Lausanne e l'anno successivo è stato scritturato dal Balletto di Stato Bavarese. Già nella sua prima stagione della compagnia ha cominciato a danzare ruoli di rilievo, tra cui il primo ballerino del pas de six di Giselle. All'inizio della stagione successiva ha fatto il suo debutto come Romeo nel Romeo e Giulietta di John Cranko e nella stagione 2002/2003, subito dopo aver danzato il ruolo di Jean de Brienne nella Raymonda di George Balanchine, è stato promosso al rango di primo solista. Nel 2003 ha vinto il Prix Benois de la Danse ed è stato proclamato primo ballerino della compagnia, con cui ha continuato a danzare fino al 2016. Il suo vasto repertorio a Monaco includeva molti dei maggiori ruoli maschili, tra cui Désiré e l'Uccello Azzurro ne La bella addormentata di Marius Petipa, Conrad ne Le Corsaire (Petipa), Petruccio ne La bisbetica domata di Cranko, Basilio nel Don Chisciotte di Ray Barra, Solor ne La Bayadère di Patrice Bart e Colas ne La Fille Mal Gardée di Frederick Ashton.